# Constellation (album d'Aya Kamiki)
Pour les articles homonymes, voir Constellation (homonymie).
Albums de Aya Kamiki
Secret Code
(2006)
EPs par Aya Kamiki
W.H.Y?
(2004) Rock On
(2005)
Constellation est le 2e mini album de Aya Kamiki, sorti sous le label WEED le 25 mai 2005 au Japon. L'album n'arrive pas dans le classement de l'Oricon.

## Liste des titres
Toutes les paroles sont écrites par Aya Kamiki.
| 1. | 19~since i was born                | Kiseki (當眞健司) | 4:18 |
| 2. | ☆ShooBidooBiBa☆ (☆シュビドゥビバ☆) | Daria             | 3:43 |
| 3. | Because I close to U               | Daria             | 4:16 |
| 4. | Always...                          | Furui Hirohito    | 4:23 |
| 5. | A constellation                    | Hitoshi Okamoto   | 3:35 |
| 6. | Honey?                             | Bonn              | 3:28 |
| 7. | I ♥ my superman                    | Iwai Yuichirou    | 4:43 |